# Erkölcsi elmezavar
Az erkölcsi elmezavar az a kórkép, melynek legfőbb sajátossága az etikai és morális irányban mutatkozó kedélyi elfajulás. Az újabb és helyesebb felfogás szerint az erkölcsi elmezavar vagy erkölcsi "egészségtelenség" semmi egyéb, mint csupán egy tünete az ún. serdülési elmezavarnak (hebefrenia, Kahlbaum). Utóbbinak legfőbb ismertető jele, hogy mindig a serdülés idejekor (14-22. életév) tör ki, és az, hogy alatta a legkülönbözőbb hangulati és kedélyi állapotok (búskomorság, emelkedettség, zavartság) szapora egymásutánban váltják fel egymást, melyek igen gyorsan butaságba mennek át. Az erkölcsi elmezavart mutató egyének már kora ifjúságukban feltűnnek kedélyük durvasága (állatkínzás), nemi ösztönük kielégítése (öntetőzés), ravaszságuk, az önérzet és a gyermeki s testvéri szeretet hiánya, kifejezett önzésük, kicsapongásaik és lopások iránti hajlamuk által. Ily egyéneknek olykor látszólag normális intelligenciájuk van, de szellemi elégtelenségük önálló munkánál mindig kirí. Cselekedeteik ösztönszerűek, «kényszercselekedetek»: lopnak, gyújtogatnak, gyilkolnak. Az erkölcsi elmezavar lényegében elmegyengeség, csakhogy ez nem ötlik mindenkor szembe, mert ez olykor csak a jellem bizarrsága és bogaras sajátosságok által árulja el magát a szakértőnek.